# Helgicirrha cornelli
Helgicirrha cornelli är en nässeldjursart som beskrevs av Bouillon 1984. Helgicirrha cornelli ingår i släktet Helgicirrha och familjen Eirenidae. Inga underarter finns listade i Catalogue of Life.